# Jarcieu
Jarcieu est une commune française située dans le département de l'Isère en région Auvergne-Rhône-Alpes.

## Géographie

### Situation et description
Le village de Jarcieu est situé au nord-ouest du département de l'Isère, non loin de la ville de Beaurepaire, au cœur du territoire de Bièvre-Valloire qui est un des treize territoires de l'Isère.

### Climat
Pour des articles plus généraux, voir Climat d'Auvergne-Rhône-Alpes et Climat de l'Isère.
En 2010, le climat de la commune est de type climat méditerranéen altéré, selon une étude du Centre national de la recherche scientifique s'appuyant sur une série de données couvrant la période 1971-2000. En 2020, Météo-France publie une typologie des climats de la France métropolitaine dans laquelle la commune est dans une zone de transition entre le climat semi-continental et le climat de montagne et est dans la région climatique  Moyenne vallée du Rhône, caractérisée par un bon ensoleillement en été (fraction d’insolation > 60 %), une forte amplitude thermique annuelle (4 à 20 °C), un air sec en toutes saisons, orageux en été, des vents forts (mistral), une pluviométrie élevée en automne (250 à 300 mm).
Pour la période 1971-2000, la température annuelle moyenne est de 12 °C, avec une amplitude thermique annuelle de 18 °C. Le cumul annuel moyen de précipitations est de 895 mm, avec 8,6 jours de précipitations en janvier et 6,1 jours en juillet. Pour la période 1991-2020, la température moyenne annuelle observée sur la station météorologique de Météo-France la plus proche, « Sablons », sur la commune de Sablons à 14 km à vol d'oiseau, est de 13,3 °C et le cumul annuel moyen de précipitations est de 805,2 mm,. Pour l'avenir, les paramètres climatiques de la commune estimés pour 2050 selon différents scénarios d'émission de gaz à effet de serre sont consultables sur un site dédié publié par Météo-France en novembre 2022.

## Urbanisme

### Typologie
Au 1er janvier 2024, Jarcieu est catégorisée bourg rural, selon la nouvelle grille communale de densité à sept niveaux définie par l'Insee en 2022.
Elle est située hors unité urbaine. Par ailleurs la commune fait partie de l'aire d'attraction de Roussillon, dont elle est une commune de la couronne,. Cette aire, qui regroupe 27 communes, est catégorisée dans les aires de 50 000 à moins de 200 000 habitants,.

### Occupation des sols
L'occupation des sols de la commune, telle qu'elle ressort de la base de données européenne d’occupation biophysique des sols Corine Land Cover (CLC), est marquée par l'importance des territoires agricoles (78,2 % en 2018), en diminution par rapport à 1990 (83,1 %). La répartition détaillée en 2018 est la suivante : 
terres arables (63,9 %), zones urbanisées (13,4 %), forêts (8,4 %), zones agricoles hétérogènes (7,6 %), cultures permanentes (6,7 %). L'évolution de l’occupation des sols de la commune et de ses infrastructures peut être observée sur les différentes représentations cartographiques du territoire : la carte de Cassini (XVIIIe siècle), la carte d'état-major (1820-1866) et les cartes ou photos aériennes de l'IGN pour la période actuelle (1950 à aujourd'hui).

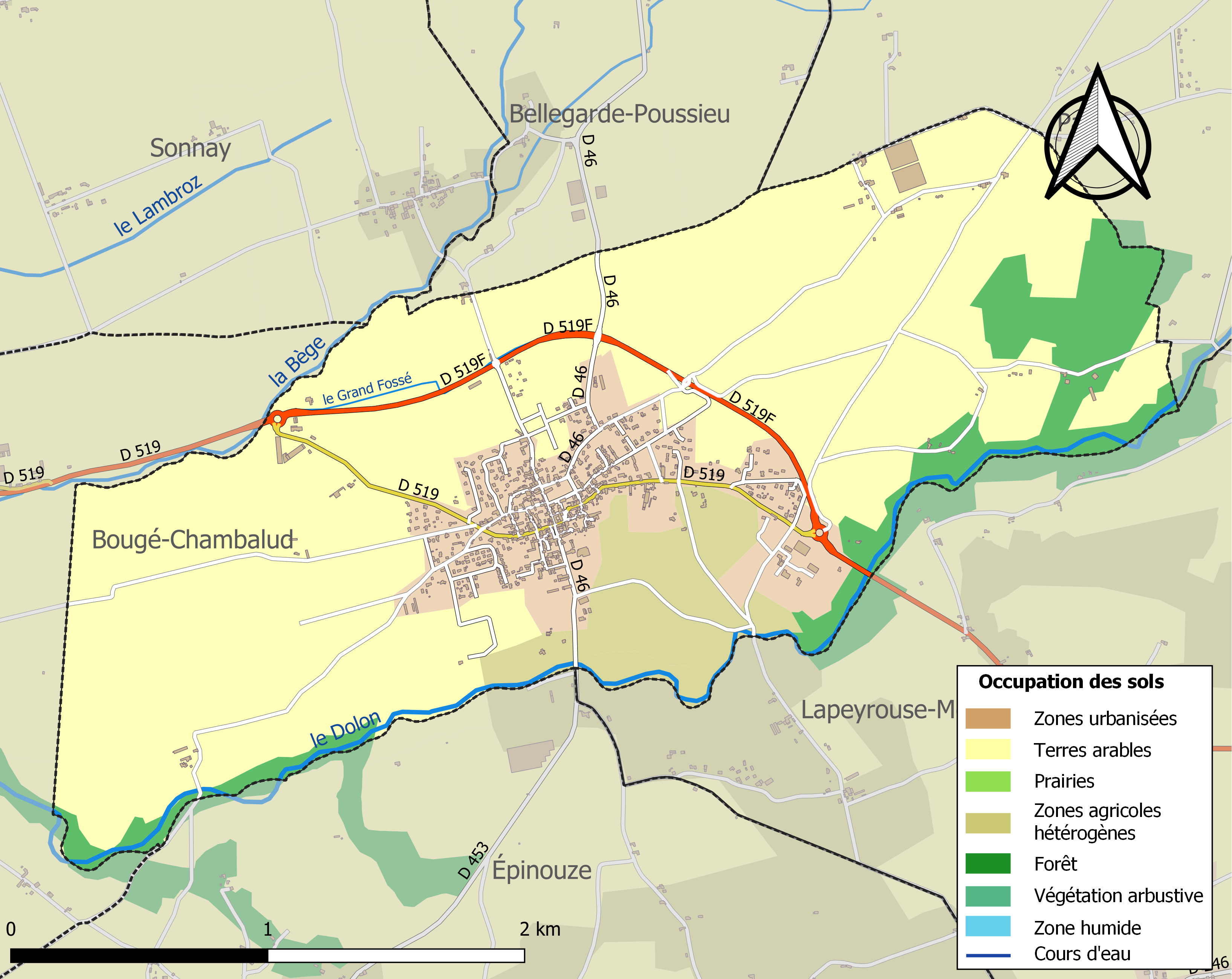
Carte des infrastructures et de l'occupation des sols de la commune en 2018 (CLC).

### Risques naturels et technologiques

#### Risques sismiques
L'ensemble du territoire de la commune de Jarcieu est situé en zone de sismicité n°3 (sur une échelle de 1 à 5), comme la plupart des communes de son secteur géographique.
| Type de zone | Niveau            | Définitions (bâtiment à risque normal) |
| ------------ | ----------------- | -------------------------------------- |
| Zone 3       | Sismicité modérée | accélération = 1,1 m/s2                |

## Histoire

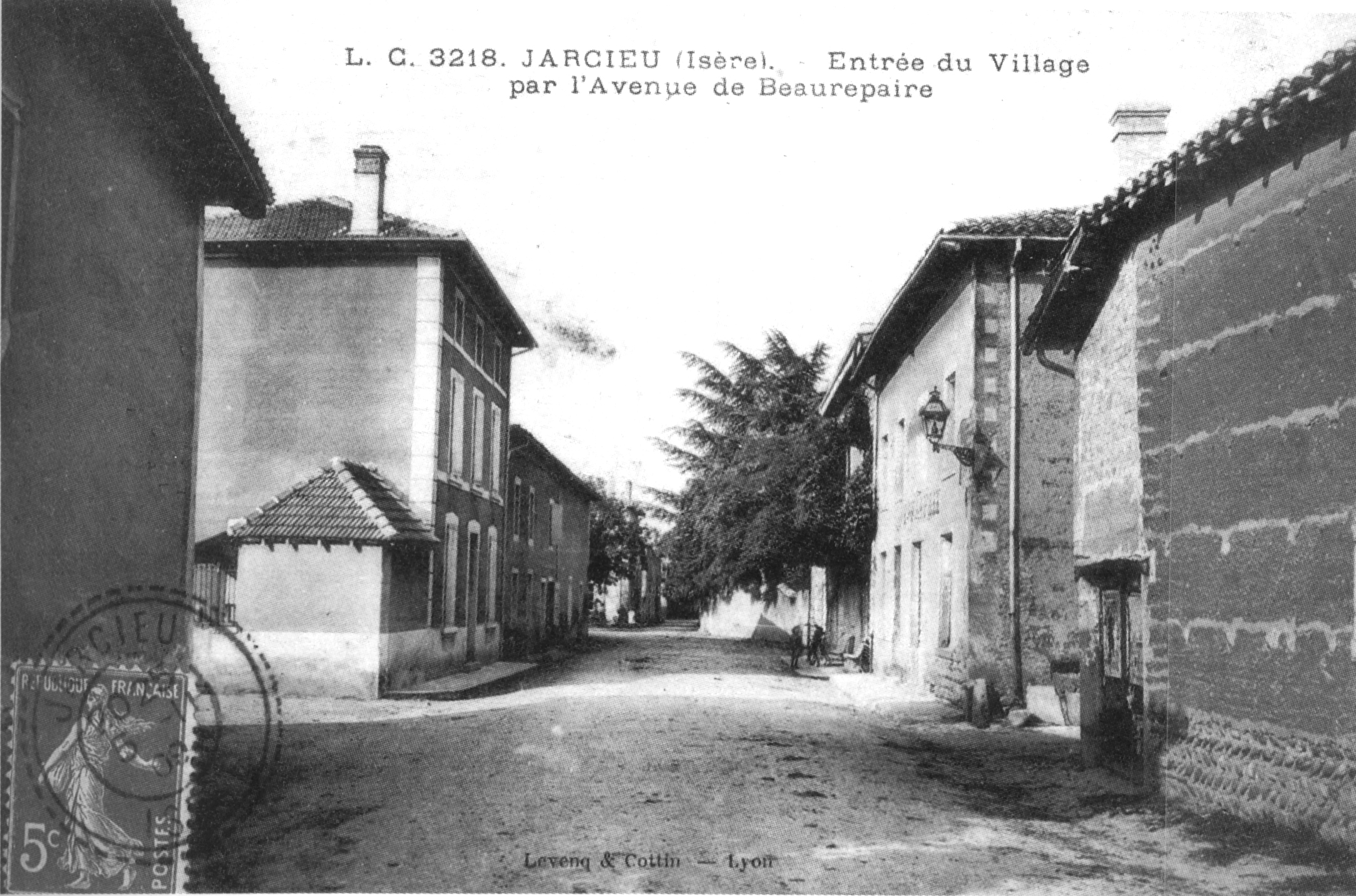
L'entrée du village par l'avenue de Beaurepaire en 1909.

## Politique et administration

### Liste des maires
| Période                                  | Période  | Identité       | Étiquette | Qualité              |
| ---------------------------------------- | -------- | -------------- | --------- | -------------------- |
| mars 2001                                | 2020     | Patrick Durand | SE        | Contremaître         |
| 2020                                     | En cours | Yann Berhault  | DVG       | Éducateur spécialisé |
| Les données manquantes sont à compléter. |          |                |           |                      |

### Tendances politiques et résultats

#### Élections présidentielles
| Candidat | Candidat                    | 1er tour | 1er tour | 2e tour | 2e tour  |
| Candidat | Candidat                    | Jarcieu  | National | Jarcieu | National |
| -------- | --------------------------- | -------- | -------- | ------- | -------- |
|          | Marine Le Pen (RN)          | 28,06 %  | 23,15 %  | 50,25 % | 41,45 %  |
|          | Emmanuel Macron (LREM)      | 25,12 %  | 27,85 %  | 49,75 % | 58,55 %  |
|          | Jean-Luc Mélenchon (LFI)    | 16,90 %  | 21,95 %  |         |          |
|          | Éric Zemmour (REC)          | 7,29 %   | 7,07 %   |         |          |
|          | Yannick Jadot (EELV)        | 3,34 %   | 4,63 %   |         |          |
|          | Valérie Pécresse (LR)       | 4,81 %   | 4,78 %   |         |          |
|          | Jean Lassalle (RES)         | 3,26 %   | 3,13 %   |         |          |
|          | Anne Hidalgo (PS)           | 2,48 %   | 1,75 %   |         |          |
|          | Fabien Roussel (PCF)        | 3,10 %   | 2,28 %   |         |          |
|          | Nicolas Dupont-Aignan (DLF) | 3,10 %   | 2,06 %   |         |          |
|          | Philippe Poutou (NPA)       | 0,62 %   | 0,77 %   |         |          |
|          | Nathalie Arthaud (LO)       | 0,93 %   | 0,56 %   |         |          |
| Votants  | Votants                     | 76,88 %  | 73,69 %  | 77,37 % | 71,99 %  |

## Population et société

### Démographie
L'évolution du nombre d'habitants est connue à travers les recensements de la population effectués dans la commune depuis 1793. Pour les communes de moins de 10 000 habitants, une enquête de recensement portant sur toute la population est réalisée tous les cinq ans, les populations de référence des années intermédiaires étant quant à elles estimées par interpolation ou extrapolation. Pour la commune, le premier recensement exhaustif entrant dans le cadre du nouveau dispositif a été réalisé en 2004.

En 2022, la commune comptait 1 135 habitants, en évolution de +10,52 % par rapport à 2016 (Isère : +3,07 %, France hors Mayotte : +2,11 %).
| 1793 | 1800 | 1806 | 1821 | 1831 | 1836 | 1841 | 1846 | 1851 |
| ---- | ---- | ---- | ---- | ---- | ---- | ---- | ---- | ---- |
| 704  | 955  | 660  | 661  | 756  | 766  | 794  | 783  | 759  |

| 1856 | 1861 | 1866 | 1872 | 1876 | 1881 | 1886 | 1891 | 1896 |
| ---- | ---- | ---- | ---- | ---- | ---- | ---- | ---- | ---- |
| 779  | 731  | 725  | 726  | 710  | 686  | 683  | 672  | 622  |

| 1901 | 1906 | 1911 | 1921 | 1926 | 1931 | 1936 | 1946 | 1954 |
| ---- | ---- | ---- | ---- | ---- | ---- | ---- | ---- | ---- |
| 616  | 624  | 610  | 562  | 550  | 559  | 575  | 567  | 606  |

| 1962 | 1968 | 1975 | 1982 | 1990 | 1999 | 2004 | 2006 | 2009  |
| ---- | ---- | ---- | ---- | ---- | ---- | ---- | ---- | ----- |
| 622  | 590  | 588  | 623  | 698  | 780  | 865  | 914  | 1 026 |

| 2014  | 2019  | 2022  | - | - | - | - | - | - |
| ----- | ----- | ----- | - | - | - | - | - | - |
| 1 029 | 1 059 | 1 135 | - | - | - | - | - | - |

### Enseignement
La commune est rattachée à l'académie de Grenoble.

### Événements culturels
- Grande Vogue annuelle de la Saint-Pierre

La vogue se déroule 1er week-end du mois d'août.
Programme : 
- Vendredi soir : Grand karaoké dansant en plein-air.
- Samedi soir : Retraite aux flambeaux, bal.
- Dimanche : Salade de poivrons, défilé de chars, bal gratuit en plein-air.
- Lundi soir : Bataille de confetti, bal gratuit en plein-air.

### Médias
Historiquement, le quotidien à grand tirage Le Dauphiné libéré consacre, chaque jour, y compris le dimanche, dans son édition du Nord-Isère, un ou plusieurs articles à l'actualité du canton et quelquefois de la commune, ainsi que des informations sur les éventuelles manifestations locales, les travaux routiers, et autres événements divers à caractère local.

### Cultes
La communauté catholique de Jarcieu et son église (propriété de la commune) relève de la paroisse Paroisse Saint Benoît du pays de Beaurepaire qui regroupe treize églises de la région. Cette paroisse dont le siège (maison paroissiale) se situe à Beaurepaire, est rattachée au Diocèse de Grenoble-Vienne.

## Culture locale et patrimoine

### Lieux et monuments

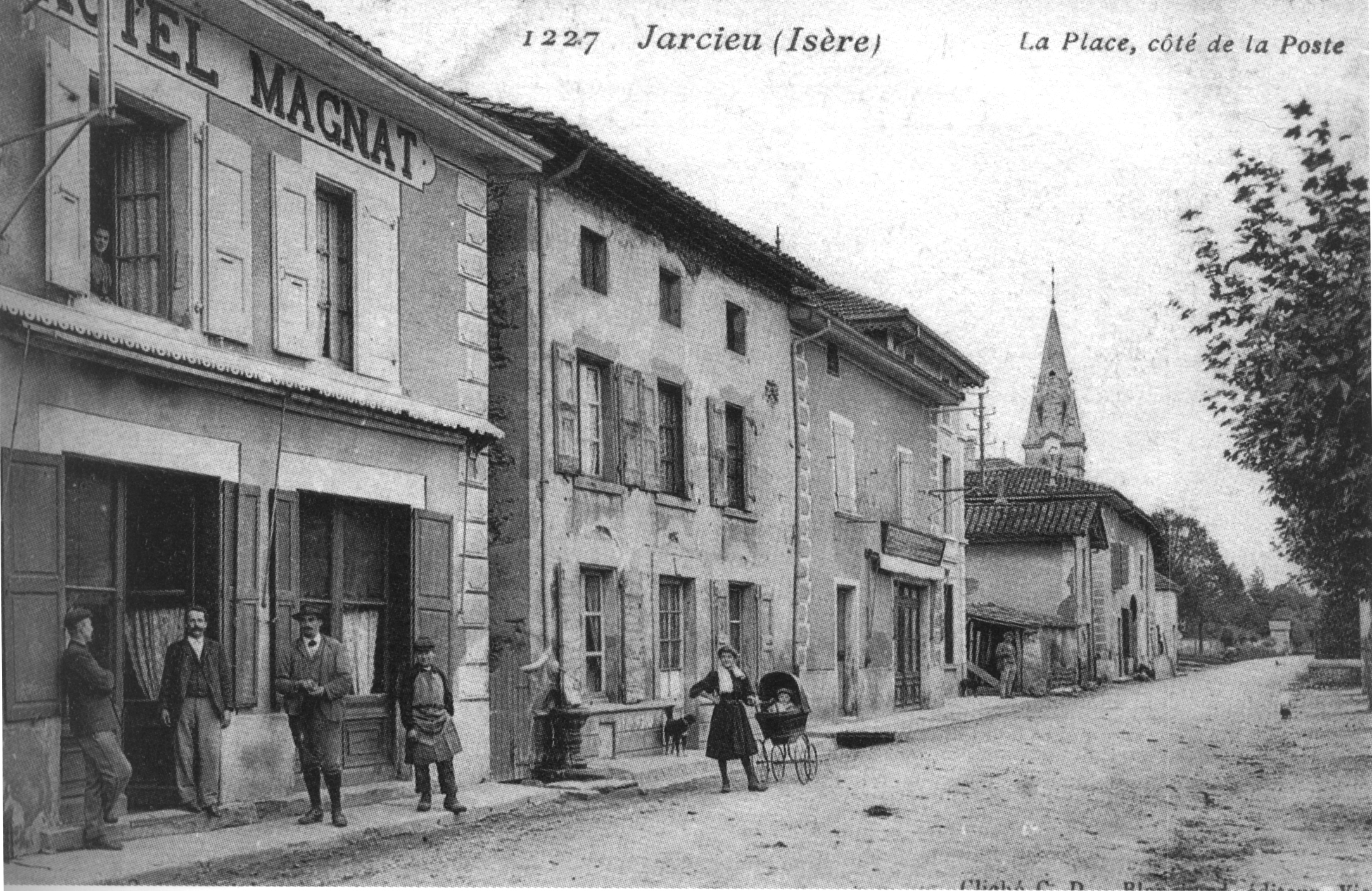
La place, côté de la poste, en 1908. Au fond, l'église.

- Le château de Jarcieu date de la fin du Moyen Âge et a été en partie remanié au XVIIe siècle[20].
- Église Saint-Pierre-aux-Liens de Jarcieu.

### Patrimoine culturel
- Le château de Jarcieu abrite le musée de la faïence fine, unique en France.

### Personnalités liées à la commune
- Clément Bourne, député de l'Isère, né à Jarcieu.

### Héraldique
|  | Jarcieu possède des armoiries dont l'origine et le blasonnement exact ne sont pas disponibles. |